# 王树山
王树山（1957年8月—），山东平原县人。汉族。1976年2月参加工作，1977年9月加入中国共产党。河南财经学院（今河南财经政法大学）管理学硕士。
曾任河南省科委办公室主任、省科学技术厅副厅长、省水利厅副厅长和厅长。2013年4月，任中共河南省许昌市委书记。2016年5月，不再担任中共许昌市委书记。2017年1月，当选为政协第十一届河南省委员会秘书长。